# Константин Фотинов
Константин Георгиев Фотинов е български възрожденски книжовник, просветител и преводач., доайен на българската журналистика.

## Биография и дейност
Роден е в град Самоков през 1785 година  Името на рода му идва от баба му Фота  която през 1778 година става монахиня и  основава местния женски манастир в Самоков. Баща му е първенец в Пловдив, занимава се с абаджийство до 1830 година, когато се замонашава.  Фотинов първоначално учи в местното килийно училище, а след това продължава образованието си в Пловдив и Смирна. Първоначално се гърчее и се подписва Фотиадис, като нарича елините свои предци.

### Млади години
Получава начално образование първо в Женския, а после в Светогорския  метох в Самоков. Самоков е близо до Рилския манастир и е митрополитен център, което издига учебния престиж на града. Между 1795 и 1814  година Фотинов учи при Константин Икономос в пловдивското централно елинско училище. Богата библиотека на училището оказва влияние върху формирането му като историк, географ, фисолософ и езиковед Тук Фотинов има възможност да чете видни представители на гръцкото просвещение -Теофилос Каирис,Константинос Кумас, Евгениос Вулгарис и пр.  Продължава образованието си в Смирна, където прекарва останалата част от живота си. (съществуват и мнения, че продължава образованието си в Кидония, Мала Азия,) През 1808-1814 учи във Филологическата гимназия в Смирна, а впоследствие се отдава на търговия. Между 1814 и 1825 пътува по търговия между Самоков, Пловдив, Цариград и Смирна. Дървеният материал доставян от Пловдив е основната стока на Фотинов, откъдето получава прякора Тахтаджис (тур -  дъскар).

### Книжовно дело
От 1828 г. става учител  по гръцки език във френското консулство в Смирна.  Успоредно с това се издържа като преводач, а също така  се занимава усилено и с книжовна дейност. В същата година създава в град Смирна (днес Измир) частно смесено елино-българско училище, в което въвежда Бел-Ланкастърската метода. Училищната програма включва български, гръцки и френски език.  От 1835 година основава и второ училище   - начално (взаимоспомагателно) славяно-българско с близо 200 ученика. Във връзка с нуждите на преподавателите Фотинов издава и някои учебни помагала, като „Гръцка граматика“ (1838), „Болгарский разговорник“ (1845), превежда от гръцки „Общое землеописание“  (1843)и други. 
Редактор и издател е на първото българско списание „Любословие“, чиито пробен брой излиза  в Смирна през 1842 г. Впоследствие списанието излиза редовно между 1844 и 1846 г. Чрез него той си поставя за задача да съдейства за укрепване на националното съзнание на българския народ и да повдигне неговото самочувствие чрез примери от родната му история. Сред настоятелите му са имена като Гаврил Кръстевич  и Васил Априлов. Списанието има енциклопедичен характер. В него са поместени статии по история, български език, география, медицина, религия, морал и др. То е богато илюстрирано и със своето разнообразно съдържание изиграва немалка роля за развитието на българското образование в средата на XIX в.
В Смирна Фотинов се запознава с американския мисионер Илайъс Ригс, когото научава на български език и заедно с когото съставя „Бележки за граматиката на българския език“, предназначени за обучението по български на други американски мисионери. Фотинов свързва Ригс с Христодул Костович и Петко Славейков, които се включват в организирания от американците дългогодишен проект за пълен превод на Библията на новобългарски. Ригс от своя страна подпомага финансово издаването на „Любословие“.
С цялата си дейност Константин Фотинов оставя трайни следи в културния и просветен живот на българите през средата на XIX в.

## Памет
На Константин Фотинов е наречена улица в кварталите „Сухата река“ и „Васил Левски“ в София (Карта).

## Съчинения
- Любословие, или периодическо списание разных ведений. Смирна, 1842.
- Психология или душесловие за учение на децата. Смирна, 1844.
- Архив на Константин Георгиев Фотинов. Т.1. Гръцка кореспонденция (ред. и прев. Данова, Н.). С., 2004.
- Алексиева, А. Книжовно наследство на българи на гръцки език през XIX век. Т.1. С., 2010, 581-600.

## Изследвания
- Константинов, Георги. Константин Фотинов //   LiterNet, 2003.
- Шишманов, И. Константин Г. Фотинов, неговият живот и неговата дейност. – Сборник за народни умотворения, наука и книжнина, 11, 1894, 591-763.
- Пундев, В. Гръцко-български литературни сравнения. – Списание на Българската академия на науките, 38, 1929, 147–165.
- Данова, Н. Константин Георгиев Фотинов в културното и идейно-политическото развитие на Балканите през XIX век. С., 1994.
- Алексиева, А. Книжовно наследство на българи на гръцки език през XIX век. Т.1. С., 2010, 909-912.